# Pireninae
Pireninae Haliday, 1844, è una sottofamiglia di insetti della famiglia degli Pteromalidi (Hymenoptera Chalcidoidea) comprendente specie parassitoidi di Ditteri Cecidomidi.

## Sistematica
I Pirenini si suddividono in 17 generi, comprendenti nel complesso circa 180 specie:
- Ecrizotes
- Epiterobia
- Gastrancistrus
- Lasallea
- Liaoella
- Macroglenes
- Morodora
- Petipirene
- Premiscogaster
- Sirovena
- Spathopus
- Spinancistrus
- Stenophrus
- Trigonoderopsis
- Velepirene
- Watshamia
- Zebe